# Çò des de Nadala
Çò des de Nadala és una casa de Begòs al municipi d'Es Bòrdes (Vall d'Aran) inclosa a l'Inventari del Patrimoni Arquitectònic de Catalunya.

## Descripció
Casal de secció rectangular,dipositat en el desnivell del vessant. La façana paral·lela a la "capièra" presenta obertures de fusta sota arcs de descàrrega en les dues plantes disposades simètricament (5-5), així com tres "lucanes" en "l'humarau". La coberta d'encavallades de fusta suporta un llosat de pissarra, amb les arestes reforçades de dos vessants, una estructura graonada de "penaus" per la banda que té un altre edifici adossat, i un "tresaigües"a llevant, de manera que la primera "humenèja" se situa en la pala principal, i la segona en l'angle contrari.Al darrere, en el carrer Era Hònt, només disposat d'una línia d'obertures. Els paraments conserven l'arrebossat antic que subratlla les cantonades ben travades i les obertures, sense cornisa en el ràfec.